# Галатський міст
Галатський міст (тур. Galata Köprüsü; англ. Galata Bridge) — міст через бухту Золотий Ріг у Стамбулі навпроти Нової мечеті. Міст є двоповерховою конструкцією, на першому поверсі якого розташована прогульна зона і ресторани, а на другому поверсі здійснюється автомобільний і трамвайний рух. Довжина мосту становить 484 метри, ширина — 42 метри, центральна частина моста завдовжки 80 метрів — розвідна.

## Історія
Перший відомий міст через бухту Золотий Ріг був побудований за правління імператора Юстиніана, міст був розташований в районі Феодосієвих стін. Під час захоплення Константинополя в 1453 році для перекидання військ з одного боку бухти на інший турки зібрали мобільний міст, ставлячи свої кораблі впритул один до одного.
У 1502—1503 роках при правлінні султана Баязида II розглядалися проєкти мостів через бухту, один з них розробив Леонардо да Вінчі.
Проєкт передбачав будівництво мосту завдовжки 240 метрів і шириною 24 метри, що на ті часи було дуже грандіозним. Ще один проєкт розробив Мікеланджело. Але проєкти не були здійснені.
На початку XIX століття, при правлінні султана Махмуда II, в 1836 році через бухту був побудований понтонний міст завдовжки близько 500—540 метрів, він був розташований на захід від сучасного Галатського мосту.

## Перший міст
Перший Галатський міст був побудований в 1845 році в дерев'яному виконанні за безпосередньої участі Валіде Султан, матері султана Абдул-Меджида I. Після закінчення будівництва був названий Міст Валіде або Новий Міст, прохід по мосту був платним.

### Другий міст
В 1863 році, перед візитом Наполеона III до Константинополя, міст був істотно перебудований за наказом султана Абдул-Азіза.

### Третій міст
Наступна велика перебудова мосту була здійснена 1875 року. Довжина мосту склала 480 метрів, ширина — 14 метрів. Як і свої попередники, міст був дерев'яний, прохід по мосту був платним.

### Четвертий (Старий Галатський міст) і П'ятий міст
Четвертий Галатський міст був побудований в 1912 році німецькою фірмою «MAN». Цей міст був завдовжки 466 метрів і завширшки 25 метрів. Прослужив до 1992 року, коли був істотно пошкоджений при пожежі. Після пожежі був переміщений вгору за течією Халіча, а на його місці в 1992-1994 року турецькою компанією STFA був зведений новий, п'ятий міст, який експлуатується досі. У 2005 році через міст була прокладена лінія трамваю. Рейки уклали по бетонних шпалах поверх дорожнього полотна мосту, обмеживши з обох боків для забезпечення безперебійного руху потягів. Їхній інтервал в години пік складає тут трохи більше хвилини.